# Topeka ScareCrows
Die Topeka ScareCrows waren eine US-amerikanische Eishockeymannschaft aus Topeka, Kansas. Das Team spielte von 1998 bis 2001 in der Central Hockey League.

## Geschichte
Die Topeka ScareCrows wurden 1998 als Franchise der Central Hockey League gegründet. In ihrer ersten Spielzeit beendeten sie die reguläre Saison auf dem vierten Platz der West Division. In den anschließenden Playoffs um den Miron Cup unterlagen sie dem späteren Finalteilnehmer Oklahoma City Blazers in der ersten Runde in der Best-of-Three-Serie mit einem Sweep. Bei ihrer zweiten und letzten Playoff-Teilnahme verloren sie in der Saison 2002/03 mit 1:3 Siegen den San Antonio Iguanas. Anschließend wurde das Team, dessen Cheftrainer in den drei Jahren ihres Bestehens durchgehend der Kanadier Paul Kelly war, verkauft und spielte unter anderem Besitzer bis 2003 in der Juniorenliga United States Hockey League. Nachdem der Club in der Saison 2003/04 als St. Louis Heartland Eagles in der USHL angetreten war, wurde er endgültig aufgelöst.
Die Lücke, die der Weggang der Topeka ScareCrows in der Stadt hinterließ, wurde von den Topeka Tarantulas gefüllt, die in der Saison 2004/05 in der Central Hockey League antraten.

## Saisonstatistik (CHL)
Abkürzungen: GP = Spiele, W = Siege, L = Niederlagen, T = Unentschieden, OTL = Niederlagen nach Overtime SOL = Niederlagen nach Shootout, Pts = Punkte, GF = Erzielte Tore, GA = Gegentore, PIM = Strafminuten
| Saison  | GP | W  | L  | T | OTL | SOL | Pts | GF  | GA  | Platz       | Playoffs                       |
| 1998/99 | 70 | 28 | 38 | — | 4   | —   | 60  | 189 | 251 | 4., Western | Niederlage in der ersten Runde |
| 1999/00 | 70 | 35 | 27 | — | 8   | —   | 78  | 245 | 243 | 5., Western | nicht qualifiziert             |
| 2000/01 | 69 | 38 | 23 | — | 8   | —   | 84  | 256 | 245 | 3., Western | Niederlage in der ersten Runde |

## Team-Rekorde (CHL)

### Karriere- und Saisonrekorde
Spiele: 140  Brett Seguin
Tore: 52  Blair Manning
Assists: 131  Brett Seguin
Punkte: 177  Brett Seguin
Strafminuten: 302  Sergei Deschevy